# Congolita
La congolita és un mineral de la classe dels borats, que pertany al grup de la boracita. Rep el seu nom de la República del Congo, país on va ser descoberta.

## Característiques
La congolita és un borat de fórmula química Fe2+
3B₇O13Cl. Cristal·litza en el sistema trigonal. La seva duresa a l'escala de Mohs es troba entre 6,5 i 7,5. És un mineral dimorf de l'ericaïta, i l'anàleg amb Fe2+ de la trembathita.
Segons la classificació de Nickel-Strunz, la congolita pertany a «06.GA - Tectoheptaborats» juntament amb els següents minerals: boracita, chambersita, ericaïta, trembathita i korzhinskita.

## Formació i jaciments
Va ser descoberta l'any 1972 al departament de Kouilou, a la República del Congo. També ha estat descrita a un parell de localitats del comtat de Kings, a Nova Brunswick (Canadà), a Bleicherode (Turíngia, Alemanya), a Kłodawa, al Voivodat de Gran Polònia (Polònia), i a Loftus, a North Yorkshire (Anglaterra).